# Biserica mizericordienilor din Timișoara
Biserica mizericordienilor din Timișoara (în germană Kirche der Barmherzigen Brüder) este un monument istoric din secolul al XVIII-lea, care formează un ansamblu cu fostul spital al mizericordienilor din Timișoara.
În anul 1948, după desființarea ordinelor religioase, biserica a fost închisă și folosită ca depozit pentru Muzeul Banatului. Spitalul mizericordienilor a fost naționalizat și dat în folosința Direcției de Sănătate Publică.
Ansamblul este format din următoarele monumente:
- Biserica Mizericordienilor, azi biserică greco-catolică (cod LMI TM-II-m-A-06164.01)
- Spitalul Mizericordienilor, azi spital de oftalmologie (cod LMI TM-II-m-A-06164.02)